# Akatalepszia
Az Akatalepszia (a görög α-, fosztóképzőből és a καταλαμβάνειν, megragadni szóból), a filozófiában a felfoghatatlanság, illetve valami megértésének, felfogásának lehetetlensége. Az akatalepszia a mindenség felfogásának lehetetlensége. Ez a Sztoikus filozófia katalepszis tanításának, a felfogásnak az antitézise. A Sztoikusok szerint a katalepszis az igazi felfogás, de a Pyrrhonisták és a Tudományos szkeptikusok szerint minden felfogás akataleptikus, vagyis a vizsgált tárgyak semmilyen összhangban nem állnak, vagy ha igen, azt nem ismerhetjük.
A Tudományos Szkeptikusoknak az akatalepszia azt jelenti, hogy az emberi tudás sosem bizonyosságra alapul, csupán valószínűségre. A Pyrrhonistáknak ez azt jelenti, hogy a tudás korlátozott a látszatra (phantasiai) és a pathē-re. A Pyrrhonisták megpróbálták bizonyítani, míg a Tudományos szkeptikusok kijelentették az abszolút akatalepsziát; szerintük minden emberi tudomány vagy tudás nem több, mint látszat és megtévesztés.

## Fordítás
Ez a szócikk részben vagy egészben  az   Acatalepsy című angol Wikipédia-szócikk ezen változatának fordításán alapul.  Az eredeti cikk szerkesztőit annak laptörténete sorolja fel. Ez a jelzés csupán a megfogalmazás eredetét és a szerzői jogokat jelzi, nem szolgál a cikkben szereplő információk forrásmegjelöléseként.